# Dagus dominicanus
Dagus dominicanus är en tvåvingeart som beskrevs av Wayne N. Mathis och Tadeusz Zatwarnicki 1988. Dagus dominicanus ingår i släktet Dagus och familjen vattenflugor.
Artens utbredningsområde är Dominikanska republiken. Inga underarter finns listade i Catalogue of Life.